# Spitzer-Weltraumteleskop

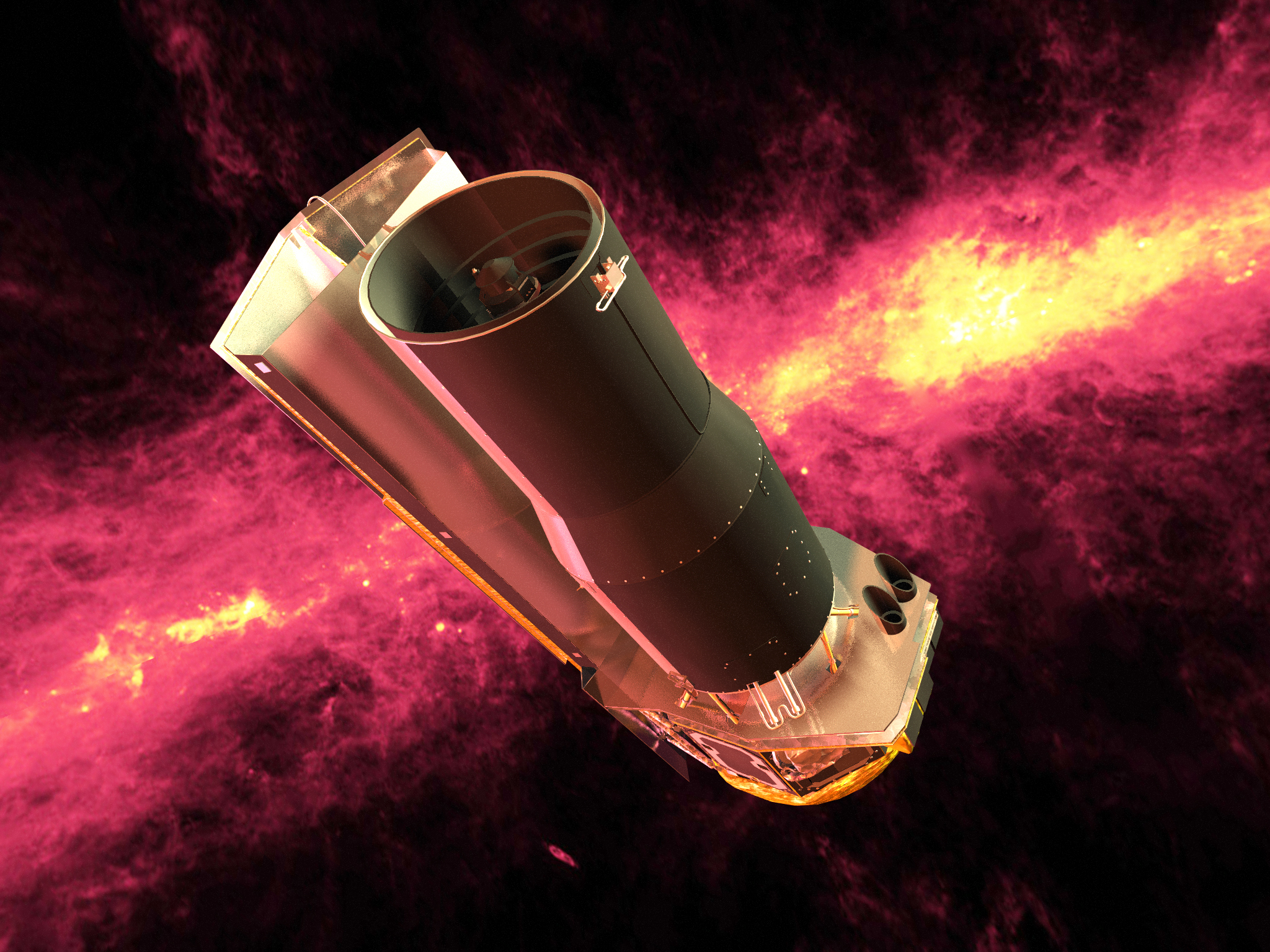
Computergrafik der NASA

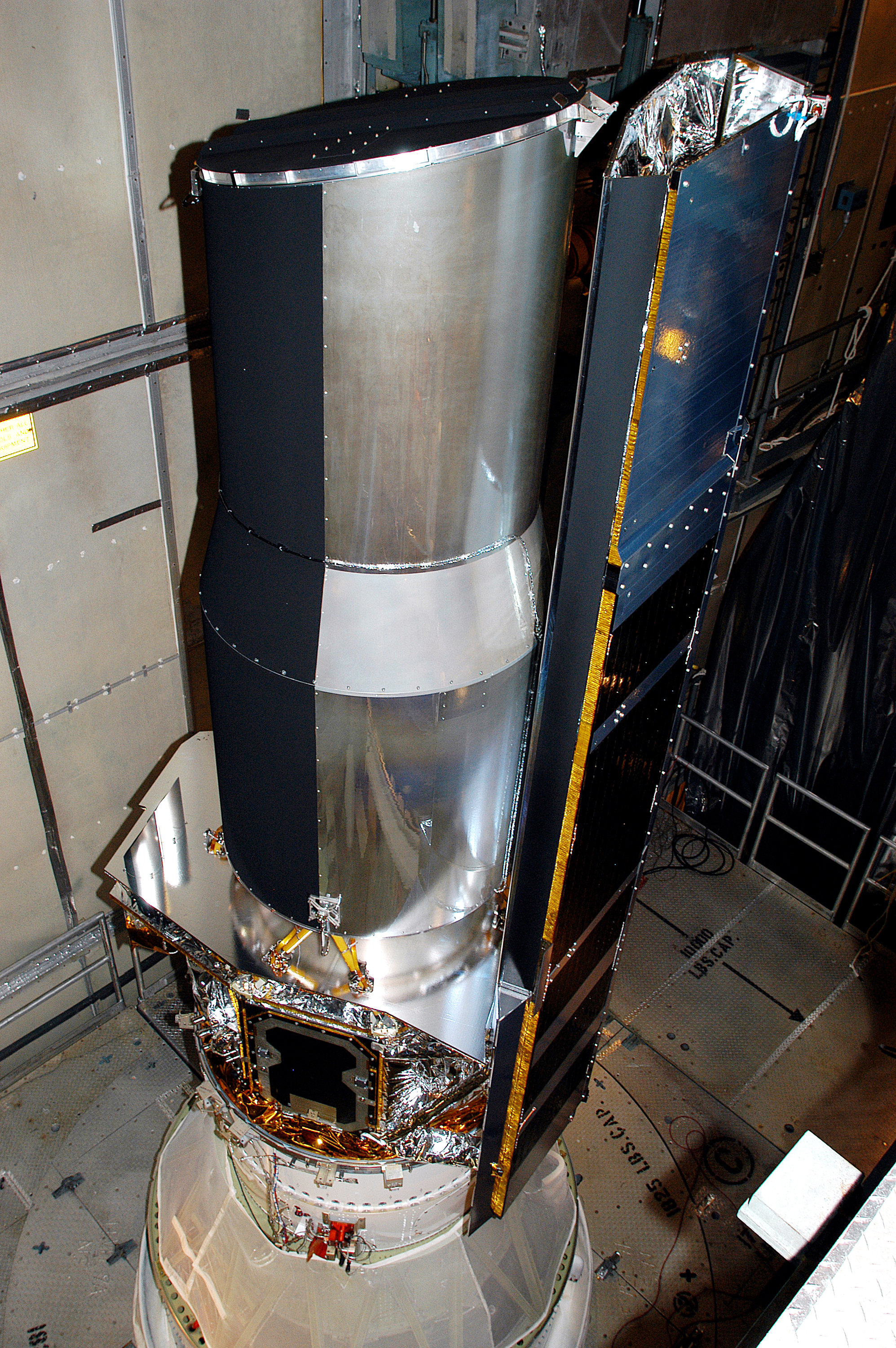
Startvorbereitungen

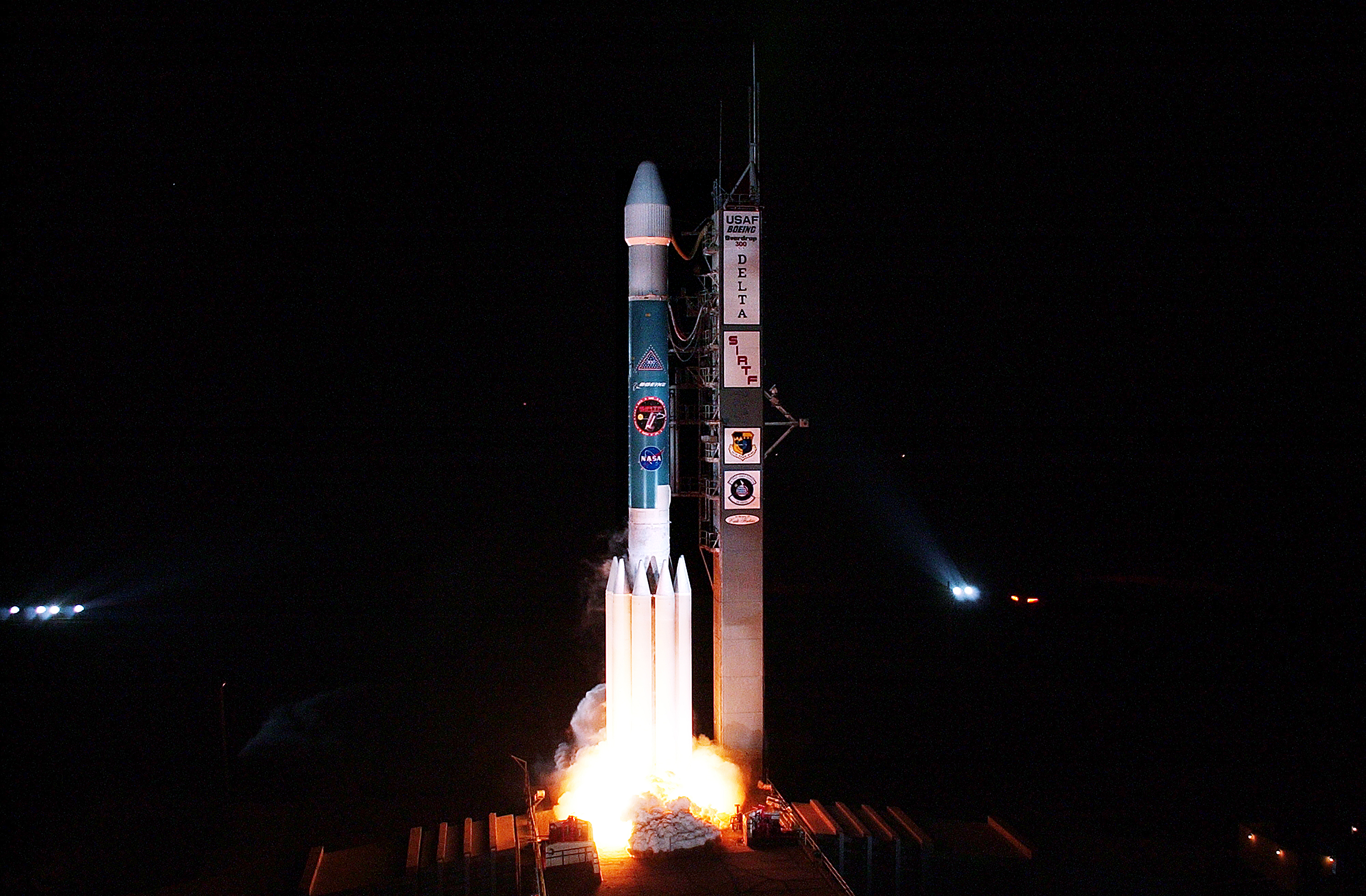
Start mit einer Delta II 7920H-9.5

Das Spitzer-Weltraumteleskop (engl. Spitzer Space Telescope, SST), früher SIRTF (von engl. Space Infrared Telescope Facility) genannt, ist ein nach dem Astrophysiker Lyman Spitzer benanntes Infrarotteleskop. Es wurde am 25. August 2003 noch unter dem Namen SIRTF mit einer Delta II-7920H-9.5-Rakete von Cape Canaveral aus gestartet und dann umbenannt. Es ist neben dem Hubble Space Telescope, dem Chandra X-Ray Observatory und dem Compton Gamma Ray Observatory Teil des „Great-Observatories“-Programms der NASA. Spitzer war für eine Lebensdauer von fünf Jahren konzipiert und sollte mindestens zweieinhalb Jahre funktionieren. Die Hauptmission des Weltraumteleskops endete Mitte Mai 2009, als das Kühlmittel für die ursprünglich auf 2 K (−271 °C) heruntergekühlten Detektoren aufgebraucht war. Nach dem Anstieg der Temperatur auf 31 K (−242 °C) konnten nur noch die beiden kurzwelligen Kanäle der Infrarotkamera IRAC genutzt werden. Am 30. Januar 2020 wurde das Teleskop abgeschaltet.

## Aufbau und Mission
Das Spitzer-Teleskop untersuchte im Infrarotbereich und lieferte astrophysikalische Erkenntnisse zu protoplanetaren Scheiben und Vorgängen bei der Entstehung von Planetensystemen, über Braune Zwerge, Infrarotgalaxien, aktive galaktische Kerne und über das frühe Universum.
Der vom Spitzer-Weltraumteleskop abgedeckte Infrarotbereich liegt zwischen 3 und 180 µm. Dieser Teil der elektromagnetischen Strahlung ermöglicht Einblicke in Regionen, durch welche kein sichtbares Licht dringen kann. Jedoch verhindert die Erdatmosphäre ihrerseits größtenteils das Durchdringen der Infrarotstrahlung und daher ist diese mit erdgebundenen Teleskopen nicht zu beobachten. Das Teleskop besteht aus einem 0,85 m großen Hauptspiegel und einem kleineren zweiten Spiegel aus Beryllium. Als Detektoren befinden sich drei Instrumente an Bord:
- IRAC (von engl. Infrared Array Camera), vier Infrarotkameras, die simultan vier Kanäle mit den Wellenlängen 3,6 µm, 4,5 µm, 5,8 µm und 8 µm aufnehmen konnten. Das Gesichtsfeld betrug 5,12′ × 5,12′ und die Auflösung lag bei 256 × 256 Pixel.
- IRS (von engl. Infrared Spectrograph), ein Infrarotspektrometer mit vier Untermodulen, die die Wellenlängenbereiche 5,3 bis 14 µm (niedrig auflösend), 10 bis 19,5 µm (hoch auflösend), 14 bis 40 µm (niedrig auflösend) und 19 bis 37 µm (hoch auflösend) abdeckten.
- MIPS (von engl. Multiband Imaging Photometer for Spitzer) besteht aus drei Detektorfeldern im fernen Infrarotbereich (128 × 128 Pixel bei 24 µm, 32 × 32 Pixel bei 70 µm, 2 × 20 Pixel bei 160 µm), die neben Bildern auch spektroskopische Daten liefern konnten. Das Gesichtsfeld variierte dabei zwischen 5′ × 5′ bei kürzeren Wellenlängen und 5′ × 0,5′ bei längeren Wellenlängen.

Um störende Wärmeeinstrahlung auf die Infrarotdetektoren zu verhindern, wurden das Teleskop und die Instrumente mit einem Helium-Kryostaten auf eine Temperatur möglichst nahe dem absoluten Nullpunkt gekühlt (5,5 K). Um störende Wärmeeinstrahlung von der Erde zu vermeiden, bewegt sich das Teleskop nicht in einer Erdumlaufbahn, sondern in einem heliozentrischen, der Erdbahn folgenden Orbit; es ist also kein Erdsatellit. Dadurch entfernt sich das Teleskop langsam von der Erde. Das Solarmodul und Hitzeschilde schirmten das Teleskop vor Wärmestrahlung der Sonne und den wärmeren Teilen der Raumsonde ab.
Am 15. Mai 2009 war das flüssige Helium aufgebraucht, wodurch die Temperatur auf 30 K anstieg. Dadurch endete die cold mission und die warm mission begann, was eine eingeschränkte Funktionstüchtigkeit bedeutete. Nur noch der Betrieb von zwei der vier IRAC-Kameras war möglich.
Mit der unerwartet langen Missionsdauer des Spitzer-Teleskops vergrößerte sich der Abstand zur Erde, sodass die Verbindung immer schlechter wurde. Zur Kommunikation musste Spitzers „Rückseite“ zur Erde zeigen. Da aus Spitzers Sicht die Sonne jedoch in dieser Position nicht mehr neben Spitzer stand, war der Hitzeschutz nicht optimal ausgerichtet. Zugleich wurde auch der Winkel für die Solarpanele ungünstiger. Nach zweieinhalb Stunden Sendezeit waren die Batterien erschöpft. Zur Aufrechterhaltung der Kommunikation richtete Spitzer ein- bis zweimal in 24 Stunden die Antennen zur Erde und sendete Daten an das Deep Space Network. Die Kommunikationszeiten konnten so möglichst kurz gehalten werden. Einmal pro Woche wurde der Beobachtungsplan aktualisiert.
Seit 1. Oktober 2016 lief die Beyond phase. Spitzer suchte Objekte für eine nähere Beobachtung und bereitete in dieser Phase den Weg für seinen Nachfolger, das James-Webb-Weltraumteleskop (JWST). Es wurden zahlreiche Objekte beobachtet, die zu Beginn der Mission noch nicht geplant waren und für die das Teleskop ursprünglich nicht gebaut war. So sollten Exoplaneten und das supermassereiche schwarze Loch Sagittarius A* im Zentrum der Milchstraße beobachtet werden. Diese Phase sollte ursprünglich bis zum Start des JWST dauern. Nach einer Verzögerung des JWST um mehrere Jahre fiel jedoch die Entscheidung, das Spitzer-Teleskop zum 30. Januar 2020 abzuschalten.

## Erfolge
Michael Werner von der NASA sagte, dass ein Betrieb 13 Jahre nach dem Start nie geplant gewesen sei und Entdeckungen gemacht worden seien, für die das Teleskop nie gedacht gewesen sei.
- Im Herbst 2005 erhielt man aus einer Aufnahme im Sternbild Drache nach Ausfilterung der Störsignale von nahen Galaxien ein Bild des frühen Universums, das – in Übereinstimmung mit den gängigen Theorien – die Clusterbildung früher Sterne zeigt (siehe hierzu Urknall, Millennium-Simulation).
- Anfang 2006 erhielt man durch die Kombinationen von mehreren tausend Einzelaufnahmen einen bisher nicht da gewesenen Einblick in das Zentrum unserer Milchstraße, welches im sichtbaren Licht (Hubble Space Telescope) durch interstellaren Staub verdeckt ist.[6]
- Mit Hilfe von Aufnahmen vom Oktober 2006 konnte man in den Monaten darauf eine relativ detaillierte Temperaturkarte (ähnlich dem Bild einer Wärmebildkamera) von HD 189733b erstellen.[7]
- Mai 2007: Innerhalb kürzester Zeit hat Spitzer viele Tausend bislang unbekannte Zwerggalaxien aufgespürt. Der Fund gelang im Coma-Galaxienhaufen in 320 Millionen Lichtjahren Entfernung.[8]
- Anfang 2008 wurde bei AA Tauri eine protoplanetare Scheibe aus organischem Material sowie in der Atmosphäre des Exoplaneten HD 189733b Methangas gefunden.[9] Solche für die Astronomie und Kosmochemie überaus wertvolle Nachweise organischen Materials auf astronomischen Objekten gelingen mit Hilfe der IR-Spektroskopie, ähnlich wie in der Analytik und der Chemie.
- Nachdem man im Februar 2007 noch kein Wasser in der Atmosphäre von HD 189733b hatte nachweisen können,[10] fand man kurz darauf im Juli 2007 doch Wasserdampf.[11] Im Dezember 2008 lieferte Spitzer den „bislang besten Beweis“ für Wasser außerhalb unseres Sonnensystems auf diesem Planeten.[12]
- Im Dezember 2008 zeigte eine eindrucksvolle Aufnahme die Zerstörung protoplanetarer Scheiben neu entstandener Sterne durch die Sonnenwinde anderer massereicher Sterne.[13]
- Im Oktober 2009 wurde bekannt, dass bereits im Mai ein neuer, riesiger, extrem dünner Ring aus Eis- und Staubteilen um den Planeten Saturn entdeckt worden war.[14]
- Im März 2010 wurden zwei urtümliche, primitive Schwarze Löcher entdeckt, die sich bereits etwa eine Milliarde Jahre nach dem Urknall gebildet haben müssen. Eine Theorie besagt, dass urtümliche Schwarze Löcher bzw. Quasare nicht von einem Staubtorus umgeben sind, wie es bei viel später nach dem Urknall entstandenen Quasaren der Fall ist. Diese Entdeckung stützt diese Theorie, da die beiden Schwarzen Löcher nicht von Staub umgeben sind.[15]
- Im Juli 2010 wurden durch das Teleskop erstmals Fullerene im Weltraum nachgewiesen. Dies geschah durch Infrarotaufnahmen im planetarischen Nebel Tc 1. Diese sind somit die größten nachgewiesenen Moleküle im Weltraum.[16]
- Im Juli 2012 entdeckten US-amerikanische Forscher durch das Teleskop den 33 Lichtjahre entfernten Planeten UCF-1.01. Seine Größe soll zwei Drittel der Erde und seine Oberflächentemperatur 600 °C betragen.[17]

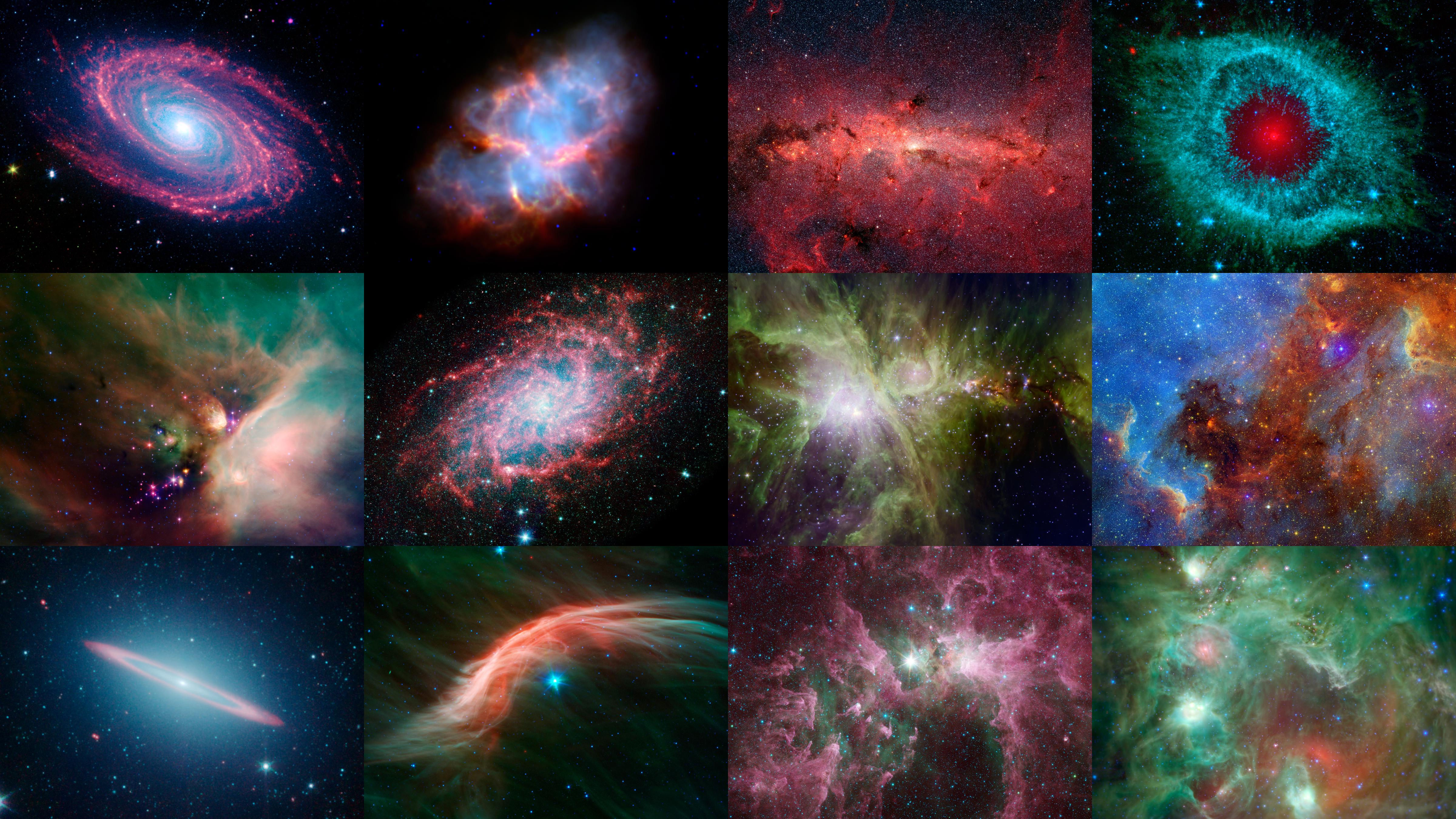
Falschfarbenaufnahmen des Spitzer-Weltraumteleskops